# Tersztyánszky Dániel
Nádasi Tersztyánszky Dániel (Korompa, 1730. január 30. (keresztelés) – Buda, 1800. október 29.) udvari tanácsos és királyi táblai bíró, levéltáros, könyvtáros, lapszerkesztő.

## Élete
Tersztyánszky Dániel bányatiszt és Pfanschmidt Ágnes fia. Tanult Pozsonyban 1755-ben, Altdorfban 1761-ben, Erlangenben és Stuttgartban. Bécsben telepedett meg és 1765. április 16-án a felsőmagyarországi bányapolgárság őt ügyvivőjének és jogi meghatalmazottjának választotta meg. Kollár Ádám Ferenc munkatársa volt, a Bécsben levő írókból és tudósokból társaságot toborzott össze, mely alapját képezte a magyar tudóstársaság tervezetének, mely 1771-től 1776-ig az Allerhöchsst privilegirte Anzeigen című folyóiratot adta ki. Végrendeletében alapítványt is tett a Kovachich által alapított históriai és diplomáciai intézet javára. 1774. április 15-én a bécsi udvari kamaránál másodlevéltárnokká, 1775. október 7-én pedig titkárrá és regisztrátorrá neveztetett ki 1500 forint évi fizetéssel. Ez időtől fogva a Ratio Educationis kidolgozásával foglalkozott Ürményi Józseffel együtt. 1778. szeptember 26-án Mária Terézia királynő egy récsei (Pozsony vármegye) nemesi kúriával ajándékozta meg. 1779-ben pozsonyi királyi kamarai tanácsossá nevezték ki 3000 forint évi fizetéssel. 1790-ben rendes hivatala mellett a hétszemélyes táblánál a bányaügyek előadói tisztével megbízták, ezért Budára saját házába költözött. Betegeskedése miatt 1799. május 21-én nyugdíjazták.

## Művei
- Specimen Juris Germanici de aditione hereditatis cui de modo adquirendi hereditatem ex legibus aevi medii succincta disquisitio praemittitur, Francofurti et Lipsiae, 1759.
- Ratio educationis totiusque rei literatiae per regnum Hungariae et provintias eidem adnexas. Tomus I. Vindobonae, 1777. Négy táblázattal. (Névtelenül. 2. kiadás. Buda, 1806. 11 tábl., 3. k. Pozsony. 1826. 12 tábl., 4. k. Pest, 1828. öt táblával).
- Allegorische Ode über das Leben und den Tod der grossen Theresia. Von einem Ungar. Pressburg, 1780. (Névtelenül.)
- Ad Inclytos Status et ordines Regni Hungariae fundamenta et motiva ex quibus Communitas civitatum Regalium Saxonicarum de Scepus... in universis privilegiis, libertatibus et praerogativis articulariter confirmari ac collective quarto statui... jure postliminii, adnumerari supplicant. Hely n. 1790.

Nevét Tersztyenszkynek és Trsztyénszkynek is írták.